# Derecho PUCP
La revista Derecho PUCP (DPUCP) es una publicación semestral peruana, a cargo de la Facultad de Derecho de la Pontificia Universidad Católica del Perú, que publica artículos de investigación jurídica o interdisciplinaria inéditos y originales, los cuales son revisados por pares externos. Las evaluaciones se realizan de forma anónima (sistema doble ciego) y versan sobre la calidad y validez de los argumentos expresados en los artículos.
Inició su publicación en 1944, siendo los codirectores Hugo Piaggio y Xavier Kiefer-Marchand. Por este motivo, es una de las revistas de derecho más antiguas vigentes del Perú, y la más antigua de la Pontificia Universidad Católica del Perú.

## Indexación
La revista está incluida en distintos índices, base de datos, directorios, como Scopus, Web of Science, Redalyc, SciELO, Latindex, Index to Foreign Legal Periodicals, Dialnet, Hein Online, DOAJ, entre otras. Resalta que fue la primera revista jurídica peruana que se indexó en Web of Science (2018) y en Scopus (2019).

## Editores generales / Directores
- Ingrid Díaz Castillo: 2020 - a la fecha
- Abraham Siles Vallejos: 2014 - 2020
- Alfredo Villavicencio Ríos: 2009 - 2014
- Gorki Gonzales Mantilla: 2004 - 2008
- Aníbal Quiroga León: 1995 - 2003
- César Landa Arroyo: 1990 - 1994
- Sin director (gestionada por el Consejo Editorial): 1971 - 1989
- Luis Pásara Pazos y Domingo García Belaúnde: 1968 - 1970
- Hugo Piaggio y Xavier Kiefer-Marchand: 1944 - 1966